# The Polyfuze Method
The Polyfuze Method è il secondo album in studio del cantante e rapper statunitense Kid Rock, pubblicato nel 1993.
L'album rappresentò l'inizio del passaggio dell'autore dall'hip hop degli esordi al rap rock che lo avrebbe reso celebre, e gli permise di sviluppare ulteriormente la nascente immagine di "cowboy metropolitano". Il produttore Mike E. Clark lavorò con Kid Rock per dare all'album sonorità vicine al rock, con l'apporto di strumenti dal vivo, comprese chitarre d'ispirazione heavy metal e flauti. Inoltre l'album si fece notare per l'ampio uso di campionamenti.

## Antefatti
Nel 1990 Kid Rock firmò con l'etichetta Jive Records e pubblicò l'album di debutto Grits Sandwiches for Breakfast. Nonostante il successo del disco, l'autore fu licenziato dalla Jive. Nel 1992 Kid Rock firmò con la Continuum, etichetta indipendente di Detroit, e un anno dopo pubblicò il secondo capitolo The Polyfuze Method, col produttore Mike E. Clark.

## Descrizione
The Polyfuze Method contiene brani di matrice prevalentemente rap rock. Il produttore Mike E. Clark lavorò con Kid Rock per dare all'album un'impronta più rock rispetto al debutto, con l'uso di chitarre heavy metal dal vivo, campionamenti di artisti come i Pink Floyd, ma anche basi suonate col flauto. L'album rappresentò la transizione dell'autore dall'hip hop di inizio carriera a sonorità più vicine al rock, mantenendo però parti vocali d'ispirazione rap, ereditate dal precedente album Grits Sandwiches for Breakfast, anche grazie al continuo uso di campionamenti rock and roll e country. Un profilo del 2017 da parte della rivista Billboard considerò l'album "un buon contenitore di campioni AOR".

## Pubblicazione
Dopo la firma con l'etichetta Atlantic Records, Kid Rock le fece pubblicare la seconda prova The Polyfuze Method. L'album non è però compreso nel catalogo di iTunes, reso disponibile dall'autore.

## Accoglienza
L'album ricevette critiche miste. In una recensione retrospettiva, l'autore di Allmusic Johnny Loftus diede al disco tre stelle su cinque, scrivendo che "Polyfuze Method dà una buona impressione d'ascolto ma non ha direzioni sonore precise." Invece The Village Voice elogiò i campionamenti e considerò il brano "Prodigal Son" "un classico".

## Tracce
1. Fred – 0:25
2. Killin' Brain Cells – 3:55
3. Prodigal Son – 5:18
4. The Cramper – 4:12
5. 3 Sheets to the Wind – 4:43
6. Fuck U Blind – 3:55
7. Desperate-Rado – 4:25
8. Back from the Dead – 4:43
9. My Oedipus Complex – 5:35
10. Balls in Your Mouth – 3:48
11. Trippin' – 4:07
12. TV Dinner – 0:47
13. Pancake Breakfast – 3:02
14. Blow Me – 2:31
15. In So Deep – 1:59
16. U Don't Know Me – 5:25

## Crediti
- Bob Ebling – batteria
- Bill Grant – basso, chitarra
- Kid Rock – chitarra, loops, basso, produzione
- Chris Peters – chitarra, basso
- Dono Zoyes – basso
- Jon Slow – flauto
- Peg Leg Sam – armonica
- Mike Henry – chitarra in "In So Deep"
- D-Square – produzione
- Mike E. Clark – produzione